# Province de Malaga
Pour les articles homonymes, voir Malaga (homonymie).
La province de Malaga (en espagnol : Provincia de Málaga) est l'une des huit provinces de la communauté autonome d'Andalousie, dans le sud de l'Espagne. Sa capitale est la ville de Malaga.

## Géographie
La province est située dans le sud de la communauté autonome, sur le littoral méditerranéen. Elle couvre une superficie de 7 308 km2, représentant 1,45 % du territoire espagnol et la plaçant en 35e position des provinces suivant leur superficie.
Elle est bordée au sud par la mer Méditerranée, à l'ouest par la province de Cadix, au nord par les provinces de Séville et de Cordoue et à l'est par la province de Grenade.

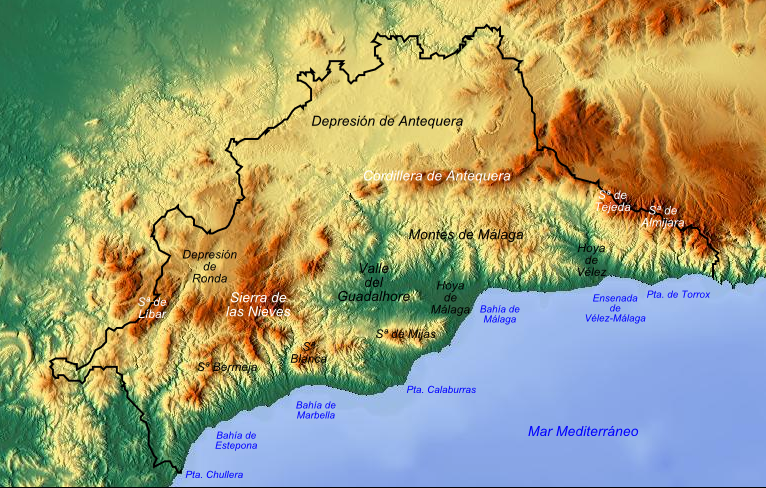
Carte du relief de la province.

Le territoire de la province de Malaga fait partie des Cordillères bétiques. La Cordillère Pénibétique traverse la province d'est en ouest et descend vers la mer, dans laquelle elle tombe en formant des falaises en plusieurs endroits. Au nord de la cordillère Pénibétique, le relief s'abaisse formant le sillon intrabétique (es) (dépressions de Ronda et d'Antequera). Au nord de celui-ci, les pentes méridionales de la cordillère Subbétique marquent la limite nord de la province.
Dans l'ouest se trouve la Serrania de Ronda et à l'est les principaux reliefs sont les sierras d'Almijara, Tejeda et Alhama. Au sud, parallèlement à la Serrania de Ronda est située la sierra Bermeja.
Sur le plan hydrographique, la province de Malaga fait partie, de même qu'une partie des provinces de Cadix, Grenade et Almeria, du bassin méditerranéen andalou. Le fleuve principal est le Guadalhorce, qui traverse la province du nord au sud, et draine les eaux de près de la moitié de son territoire. Dans la moitié occidentale, coulent les rivières Guadiaro et Guadalete ; dans l'Axarquia, la rivière Vélez, et sur la Costa del Sol, la rivière Verde.
La lagune de Fuente de Piedra, célèbre pour la colonie de flamants roses qui l'habite, est la plus importante de la province.
Le climat est méditerranéen tempéré avec des étés longs et chauds et des hivers courts et doux. Le relief et la situation géographique donnent lieu à des nuances locales. En général, dans les zones littorales de l'est de la province, domine un climat subtropical tandis que dans la partie la plus à l'ouest le climat méditerranéen est soumis à l'influence océanique, avec des pluies plus abondantes. Au nord, le climat méditerranéen est marqué par l'influence continentale et les hivers y sont plus froids. Les températures moyennes annuelles varient de 12,5 à 19 °C. 300 jours de soleil sont présents par an en moyenne.

## Population
Sa population s'élève à 1 555 470 habitants (en 2008), dont les deux cinquièmes vivent dans la capitale provinciale, Malaga. La densité moyenne de population est de 212,84 hab./km2.
En dehors de la capitale provinciale, les principales villes sont Marbella, Vélez-Málaga, Antequera, Nerja et Ronda.

## Subdivisions

### Comarques
La province de Malaga est subdivisée en neuf comarques :
| Comarque                          | Carte des comarques |
| --------------------------------- | ------------------- |
| Comarque Antequera                |                     |
| Axarquía - Costa del Sol Oriental |                     |
| Costa del Sol Occidental          |                     |
| Guadalteba                        |                     |
| Comarque de Malaga                |                     |
| Comarque Nororiental Málaga       |                     |
| Serranía de Ronda                 |                     |
| Sierra de las Nieves              |                     |
| Valle del Guadalhorce             |                     |

### Communes
La province compte 100 communes (municipios en espagnol).

## Tourisme
Une grande partie de l'activité économique de la province est liée à l'industrie du tourisme, notamment dans toutes les stations balnéaires de la Costa del Sol, fréquentées par des millions d'estivants.
L'arrière-pays montagneux n'est toutefois pas dénué d'intérêt, même s'il n'est pas la raison principale du séjour des vacanciers.